# Independencia (Anzoátegui)
Independencia is een gemeente in de Venezolaanse staat Anzoátegui. De gemeente telt 33.600 inwoners. De hoofdplaats is Soledad.